# Surinaamse parlementsverkiezingen 1996
De Surinaamse parlementsverkiezingen in 1996 vonden plaats op 23 mei. Tijdens de verkiezingen werden de leden van de De Nationale Assemblée gekozen. De winnaar van deze verkiezingen was het Nieuw Front. Er was echter een verlies in het aantal zetels, waardoor de verkiezingsalliantie de meerderheid in het parlement verloor. De Nationale Democratische Partij (NDP) vormde daarom de regering en kwam met Jules Wijdenbosch als president.

## Uitslag
| Allianties en partijen | Stemmen | Zetels in procenten | Uitslag in zetels   |
| --- | ------- | ------------------- | ------------------- |
| Nieuw Front Nationale Partij Suriname (NPS) Vooruitstrevende Hervormings Partij (VHP) KTPI (Kerukunan Tulodo Prenatan Inggil) Surinaamse Partij van de Arbeid (SPA) | 72,480  | 47,1%               | 24 (9) (9) (5) (1)  |
| Nationale Democratische Partij (NDP) | 45,466  | 31,4%               | 16                  |
| Democratisch Alternatief '91 Alternatief Forum (AF) Onafhankelijk Progressief Democratisch Alternatief (OPDA) Broederschap en Eenheid in de Politiek (BEP)          | 22,548  | 7,8%                | 4 AF OPDA: 2 BEP: 1 |
| Pendawa Lima | 16,040  | 7,8%                | 4                   |
| Alliantie Democratische Partij (DP) Hernieuwde Progressieve Partij (HPP)Progressieve Surinaamse Volkspartij (PSV)Politieke Vleugel van de FAL (PVF)                 | 14,578  | 5,9%                | HPP: 1 PVF: 1       |
| Algemene Bevrijdings- en Ontwikkelingspartij (ABOP) | 2,360   | 1,36%               | 0                   |
| Totaal | 173,472 |                     | 51                  |

## Gewezen Assemblée-leden 1996-2000[1]
Hier volgt de lijst van de 51 Assembléeleden in de periode 1996-2000.

### Nieuw Front
| Naam                     | Partij | Stemmen | Kiesdistrict | Opmerking |
| ------------------------ | ------ | ------- | ------------ | --------- |
| Ronald Venetiaan         | NPS    | 22.296  | Paramaribo   |           |
| Ruth Wijdenbosch         | NPS    | 575     | Paramaribo   | herkozen  |
| Otmar Rodgers            | NPS    | 103     | Paramaribo   | herkozen  |
| Ronald Karwofodi         | NPS    | 1.409   | Para         |           |
| Hugo Pinas               | NPS    | 392     | Para         | herkozen  |
| R.A. Thomas              | NPS    | 1.035   | Marowijne    | herkozen  |
| Leendert Abauna          | NPS    | 714     | Sipaliwini   | herkozen  |
| H.L.J. Bendt             | NPS    | 485     | Coronie      | herkozen  |
| L.J. Wens                | NPS    | 243     | Brokopondo   |           |
| Jagernath Lachmon        | VHP    | 7.730   | Paramaribo   | herkozen  |
| Ramdien Sardjoe          | VHP    | 108     | Paramaribo   | herkozen  |
| Marijke Djwalapersad     | VHP    | 2.644   | Wanica       | herkozen  |
| M.S.A. Nurmohamed        | VHP    | 400     | Wanica       | herkozen  |
| Radjkoemar Randjietsingh | VHP    | 7.127   | Wanica       |           |
| S.A. Jainullah           | VHP    | 787     | Nickerie     |           |
| A. Singh-Koendjbiharie   | VHP    | 766     | Nickerie     |           |
| L. Tewari                | VHP    | 3.901   | Nickerie     |           |
| A. Baboeram-Panday       | VHP    | 1.262   | Saramacca    |           |
| Willy Soemita            | KTPI   | 2.186   | Paramaribo   |           |
| C.S.R. Ardjosemito       | KTPI   | 172     | Paramaribo   | herkozen  |
| W.P. Kartoredjo          | KTPI   | 2.452   | Commewijne   |           |
| A.H. Asmowiredjo         | KTPI   | 376     | Commewijne   | herkozen  |
| J. Djojokasiran          | KTPI   | 448     | Marowijne    | herkozen  |
| Fred Derby               | SPA    | 706     | Paramaribo   |           |

### NDP
| Naam                      | Stemmen | Kiesdistrict | Opmerking |
| ------------------------- | ------- | ------------ | --------- |
| Jules Wijdenbosch         | 23.847  | Paramaribo   | herkozen  |
| Yvonne Raveles-Resida     | 580     | Paramaribo   |           |
| Jennifer Geerlings-Simons | 205     | Paramaribo   |           |
| Ashok Rambali             | 261     | Paramaribo   |           |
| Wilfried Roseval          | 88      | Paramaribo   |           |
| Oedai Jarbandhan          | 2.460   | Wanica       |           |
| M. Soeleman Hasanradja    | 1.561   | Nickerie     | herkozen  |
| Remie Tarnadi             | 558     | Coronie      |           |
| Sidperkaas Malhoe         | 1.620   | Saramacca    | herkozen  |
| L.H. Hermelijn-Raveles    | 2.262   | Para         | herkozen  |
| H.F.C. Watson             | 548     | Marowijne    | herkozen  |
| Yvonne Pinas              | 594     | Brokopondo   |           |
| Frederik Finisie          | 35      | Brokopondo   |           |
| H.A. Naana                | 2.114   | Sipaliwini   | herkozen  |
| W. Matodja                | 90      | Sipaliwini   |           |
| F. A. Jong                | 407     | Sipaliwini   |           |

### DA'91
| Naam                | Partij | Stemmen | Kiesdistrict | Opmerking |
| ------------------- | ------ | ------- | ------------ | --------- |
| Winston C. Jessurun | AF     | 3.969   | Paramaribo   | herkozen  |
| Caprino Alendy      | BEP    | 542     | Paramaribo   |           |
| S.D. Ramkhelawan    | OPDA   | 5.333   | Wanica       | herkozen  |
| Theo Vishnudatt     | OPDA   | 106     | Wanica       |           |

NF · 
NDP · 
DA'91 · 
PL · 
Alliantie · 
ABOP
Kandidaten per district: Brokopondo · 
Commewijne · 
Coronie · 
Marowijne · 
Nickerie · 
Para · 
Paramaribo · 
Saramacca · 
Sipaliwini · 
Wanica
1. ↑  Suriname:National Assembly 1996: List of Elected Members. pdba.georgetown.edu. Geraadpleegd op 17 juli 2023.